# Fanna (Friaul-Julisch Venetien)
Die Gemeinde Fanna  (furlanisch Fane, deutsch Faun, lokal Fana) liegt in Nordost-Italien in der Region Friaul-Julisch Venetien. Sie liegt nördlich von Pordenone und hat 1467 Einwohner (Stand 31. Dezember 2023).
Die Gemeinde umfasst neben dem Hauptort Fanna zwei weitere Ortschaften, Borgo Sottila und Madonna di Strada. Die Nachbargemeinden sind Arba, Cavasso Nuovo, Frisanco und Maniago.
Der Haltepunkt Fanna-Cavasso liegt an der Bahnstrecke Gemona del Friuli–Sacile.

## Sprachen und Dialekte

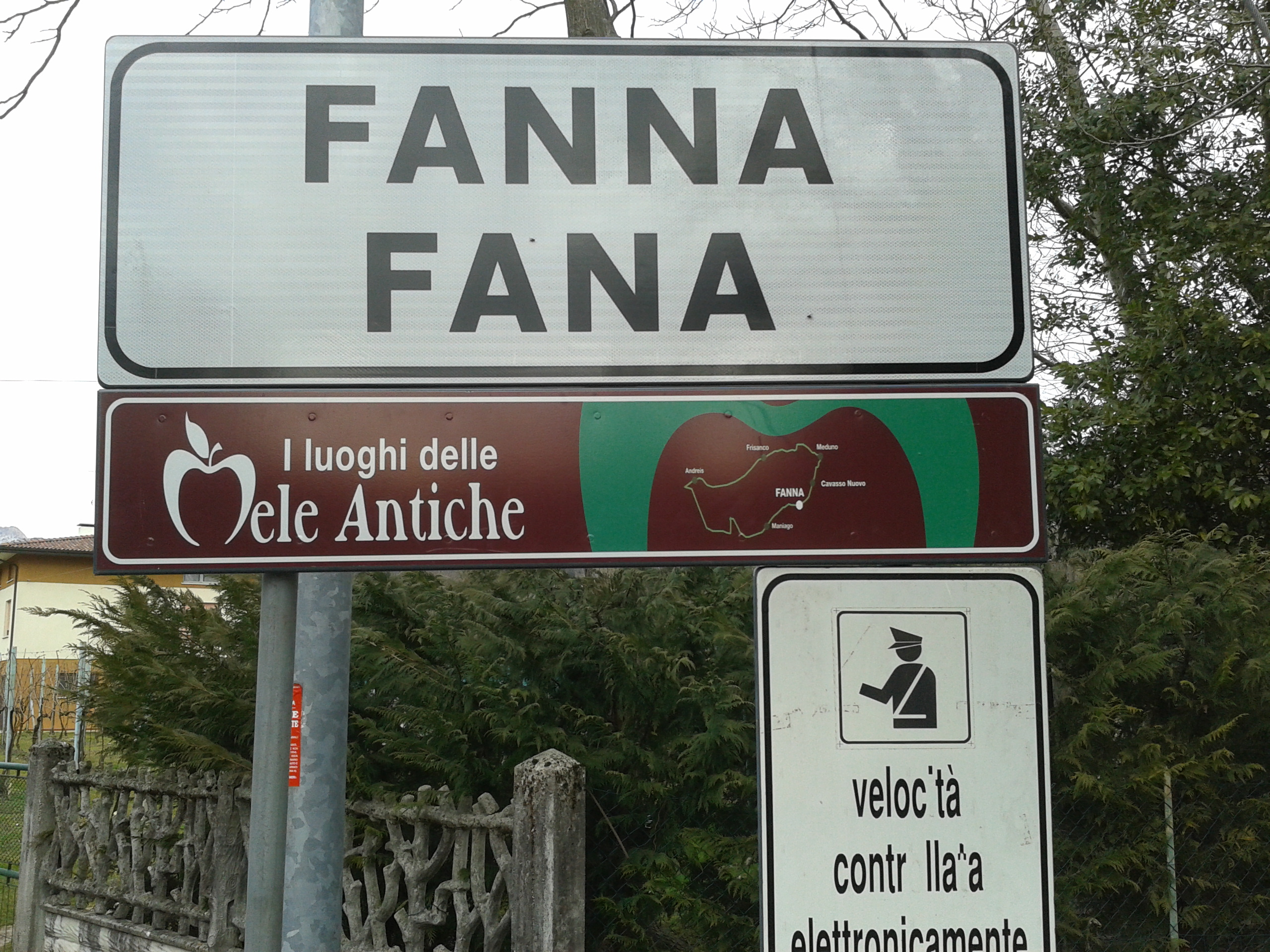
Tafel auf friaulisch und italienisch

In Fanna wird neben der italienischen Sprache die friaulische Sprache gesprochen. Im Gemeindegebiet gilt das Regionalgesetz 18. Dezember 2007 Nummer 29 „Standards für den Schutz, Verbesserung und Förderung der friaulischen Sprache“, mit dem die Region Friaul-Julisch Venetien die offiziellen Benennungen in Friaulisch etablierte, wo diese Sprache gesprochen wird. In der letzten Zeit hat auch der venetische Dialekt an Boden gewonnen.

## Persönlichkeiten
- Vittorio Cadel (1884–1917), Dichter und Maler. Er schrieb viel über sein geliebtes Dorf. Sein bekanntestes Werk ist der Sammelband: Fueis von Leria. Über ihn wurde von Alberto Picotti Werk Cadel da Fanna. L'uomo, l'artista e il suo paese geschrieben.
- Pater Fedele von Fanna. Seine sterblichen Überreste ruhen in der Kirche St. Martin.